# Un sopravvissuto di Varsavia
Un sopravvissuto di Varsavia (in inglese A survivor from Warsaw) op.46 è un "oratorio per voce recitante, coro maschile e orchestra" di Arnold Schönberg (nato nel 1874 a Vienna e morto nel 1951 a Los Angeles). È una composizione in stile dodecafonico. Malgrado sia definito un oratorio, è molto breve: la sua esecuzione dura solitamente circa 7 minuti.
È considerato dai critici il più grande monumento che la musica abbia mai dedicato all'Olocausto.

## Genesi
Turbato dalle notizie provenienti dall'Inghilterra in merito alle stragi di ebrei nei campi di sterminio e dalla morte del nipote in un lager, Schönberg compose tra l'11 ed il 23 agosto 1947 questa cantata, scrivendo anche il testo in inglese utilizzando il racconto di un ebreo sfuggito al massacro del ghetto di Varsavia ed altre fonti. L'opera fu presentata per la prima volta ad Albuquerque - Nuovo Messico dalla Civic Symphony Orchestra sotto la direzione di Kurt Frederick il 4 Novembre 1948.
La prima rappresentazione italiana di cui si abbia notizia si è tenuta a Torino il 20 ottobre 1961
da parte del Coro e dell'Orchestra Sinfonica di Torino.

## Opera

### Introduzione strumentale
L'opera inizia con un'introduzione dell'orchestra: questi pochi secondi (40 secondi) di musica rendono perfettamente lo scopo dell'opera, che è quello di aiutare a riflettere sull'assurdità dello sterminio degli ebrei, facendo quindi risaltare tutta la ferocia e la crudeltà alla quale sono stati sottoposti milioni di ebrei.
Da qui nasce il forte impatto emotivo della musica, caratterizzata da una sempre crescente drammaticità: gli squilli di trombe, le dissonanze, i crescendo improvvisi creano intorno allo spettatore, con tutta la loro efficacia, una scena straziante, fatta di dolore e di morte. La musica contribuisce in maniera determinante a ricostruire la scenografia e a ricreare l'ambientazione dei fatti narrati cercando il più possibile di far sentire l'ascoltatore partecipe della scena.

### Introduzione del narratore
Dopo la breve introduzione dell'orchestra comincia a parlare la voce narrante, che per tutta l'opera descriverà insieme all'orchestra i tristi fatti avvenuti quel giorno nel ghetto di Varsavia: il narratore afferma di non poter ricordare ogni cosa poiché rimasto privo di sensi per la maggior parte del tempo a causa delle percosse subite dai soldati; in questa breve introduzione egli fa riferimento al grandioso momento (che corrisponde all'ultima parte di quest'opera) in cui i suoi compagni intonarono un canto ebraico poco prima di essere uccisi nelle camere a gas.

### Sveglia e conta degli Ebrei - Percosse dei nazisti
Tutti venivano svegliati presto, e venivano radunati nei punti di raccolta per essere contati: per tutta la durata, l'opera descriverà insieme all'orchestra i tristi fatti avvenuti quel giorno nel ghetto di Varsavia.

### Perdita e ripresa di conoscenza del narratore
Il momento più triste e drammatico dell'opera, è infatti il momento della "conta", cioè il momento in cui i tedeschi contavano il numero degli ebrei che dovevano essere avviati alle camere a gas.

### Canto dei prigionieri
(http://www.isii.it/Progetti/Auschwitz2007)
Questo fatto viene sottolineato musicalmente da un ritmo incalzante che arriverà al suo culmine con l'inno di chiusura del brano che è lo Shemà, un inno di amore a Dio tratto dal Deuteronomio che vuole essere la risposta coraggiosa degli ebrei fedeli dinnanzi alla brutalità della guerra, un'affermazione forte della dignità umana, della fede religiosa e della speranza, contrapposta all'orrore della persecuzione nazista.
La grandezza dell'opera fa dire a Milan Kundera che "si tratta del più grande monumento che la musica abbia mai dedicato all'Olocausto". E che "tutta l'essenza esistenziale del dramma degli Ebrei del XX secolo è in quest'opera viva e presente. In tutta la sua atroce grandezza. In tutta la sua bellezza atroce. Ci si batte perché degli assassini non vengano dimenticati. E Schönberg, lo abbiamo dimenticato" (da Repubblica del 23 ottobre 2007).

## Testo
| Inglese | Italiano |
| --- | --- |
| I can't remember everything. I must have been unconscious most of the time. I remember only the grandiose moment when they all started to sing, as if prearranged, the old prayer they had neglected for so many years - the forgotten creed! But I have no recollection how I got underground to live in the sewers of Warsaw for so long a time. The day began as usual: Wake up when it still was dark. "Get out!" Whether you slept or whether worries kept you awake the whole night. You had been separated from your children, from your wife, from your parents. You don't know what happened to them... How could you sleep? The trumpets again - "Get out! The sergeant will be furious!" They came out; some very slowly, the old ones, the sick ones; some with nervous agility. They fear the sergeant. They hurry as much as they can. In vain! Much too much noise, much too much commotion! And not fast enough! The Feldwebel shouts: "Achtung! Stilljestanden! Na wird's mal! Oder soll ich mit dem Jewehrkolben nachhelfen? Na jut; wenn ihrs durchaus haben wollt!" ("Attention! Stand still! How about it, or should I help you along with the butt of my rifle? Oh well, if you really want to have it!") The sergeant and his subordinates hit everyone: young or old, strong or sick, guilty or innocent ... It was painful to hear them groaning and moaning. I heard it though I had been hit very hard, so hard that I could not help falling down. We all on the ground who could not stand up were then beaten over the head... I must have been unconscious. The next thing I heard was a soldier saying: "They are all dead!" Whereupon the sergeant ordered to do away with us. There I lay aside half conscious. It had become very still - fear and pain. Then I heard the sergeant shouting: „Abzählen!“ ("Count off!") They start slowly and irregularly: one, two, three, four - "Achtung!" The sergeant shouted again, "Rascher! Nochmals von vorn anfange! In einer Minute will ich wissen, wieviele ich zur Gaskammer abliefere! Abzählen!“ ("Faster! Once more, start from the beginning! In one minute I want to know how many I am going to send off to the gas chamber! Count off!") They began again, first slowly: one, two, three, four, became faster and faster, so fast that it finally sounded like a stampede of wild horses, and (all) of a sudden, in the middle of it, they began singing the Shema Yisroel. | Non posso ricordare ogni cosa. Devo essere rimasto privo di conoscenza per la maggior parte del tempo. Ricordo soltanto il grandioso momento quando tutti cominciarono a cantare, come se si fossero messi d'accordo, l'antica preghiera che essi avevano trascurato per tanti anni - il credo dimenticato! Ma non so dire come riuscii a vivere nel sottosuolo nelle fogne di Varsavia, per un così lungo tempo. Il giorno cominciò come al solito: sveglia quando era ancora buio. Venite fuori - Sia che dormiste o che le preoccupazioni vi tenessero svegli tutta la notte. Eravate stati separati dai vostri bambini, da vostra moglie, dai vostri genitori; non si sapeva che cosa era accaduto a loro - come si poteva dormire? Di nuovo le trombe - Venite fuori! il sergente sarà furioso! Vennero fuori; alcuni molto lenti; i vecchi, gli ammalati; alcuni con agilità nervosa. Temono il sergente. Si affrettano quanto più possibile. Invano! Molto, troppo rumore, molta, troppa agitazione - e non svelti abbastanza! Il sergente urla: "Achtung! Stilljestanden! Na wird's mal! Oder soll ich mit dem Jewehrkolben nachhelfen? Na jut; wenn ihrs durchaus haben wollt!" (Attenzione! Attenti! Beh, ci decidiamo? O devo aiutarvi io con il calcio del fucile? E va bene; se è proprio questo che volete!" ) Il sergente e i suoi aiutanti colpivano tutti: giovani e vecchi, remissivi o agitati, colpevoli o innocenti. Era doloroso sentirli gemere e lamentarsi. Sentivo tutto sebbene fossi stato colpito molto forte, così forte che non potei evitare di cadere. Eravamo tutti stesi per terra, chi non poteva reggersi in piedi era allora colpito sulla testa. Devo essere rimasto privo di conoscenza. La prima cosa che udii fu un soldato che diceva: "sono tutti morti", Al che il sergente ordinò di sbarazzarsi di noi. Io giacevo da una parte - mezzo svenuto. Era diventato tutto tranquillo - paura e dolore. Fu allora che udii il sergente che gridava: „Abzählen!“ ("Contateli!"). Cominciarono lentamente e in modo irregolare Uno, due, tre, quattro -"Achtung!" ("Attenzione!") il sergente urlò di nuovo, "Rascher! Nochmals von vorn anfange! In einer Minute will ich wissen, wieviele ich zur Gaskammer abliefere! Abzählen!“ ("Più svelti!" "Cominciate di nuovo da capo! Fra un minuto voglio sapere quanti devo mandare alla camera a gas! Contateli!".) Ricominciarono, prima lentamente: uno, due, tre, quattro, poi sempre più presto, sempre più presto tanto che alla fine risuonò come una fuga precipitosa di cavalli selvaggi, e tutto ad un tratto, nel mezzo del tumulto, essi cominciarono a cantare lo Shema Ysroël. |

| Ebraico (Traslitterato) | Italiano |
| --- | --- |
| Shema Israel, Adonai Eloheinu, Adonai Echad. Veahavta et Adonai Elohecha bechol levavecha uvechol nafshecha, uvechol meodecha. Vehayu hadevarim haeileh, asher anochi metsavecha hayom, al levavecha. Veshinantam levanecha, vedibarta bam beshivtecha beveitecha, uvlechtecha vaderech, uvshochbecha uvkumecha. Ukshartam leot al yadecha, vehayu letotafot bein einecha. Uchtavtam, al mezuzot beitecha, uvisharecha. | Ascolta, Oh Israele, il Signore è tuo Dio, il Signore è uno. E amerai il Signore Dio tuo con tutto il tuo cuore, con tutta la tua anima e con tutte le tue forze. E metterai queste parole che Io ti comando oggi, nel tuo cuore, e le insegnerai ai tuoi figli, pronunciandole quando riposi in casa, quando cammini per la strada, quando ti addormenti e quando ti alzi. E le legherai al tuo braccio, e le userai come "segno" tra i tuoi occhi, e le scriverai sugli stipiti della tua casa e sulle tue porte (delle città). |